# Android Mini PC MK802
Android Mini PC MK802 — мини-компьютер, выпускаемый китайской компанией Rikomagic. Использует AllWinner A1X SoC, на основе ARM V7 Cortex A8 1 GHz, Mali-400 MP GPU и VPU CedarX, позволяющие декодировать видео 2160p.
На момент выхода в мае 2012 года это был самый малый по размерам плеер Google TV, который способен превратить телевизор в компьютер и наоборот.
Было выпущено несколько моделей:
- MK802+ и MK802II — имеют незначительные изменения с оригиналом.
- MK802III — изменённый дизайн. Rockchip RK3066, двухъядерный процессор (Cortex-A9 1.6 GHz), память 4 или 8 ГБ и Android 4.1 (вместо 4.0 в предыдущих версиях).
- MK802 II на AllWinner/Boxchip A20 - двухъядерный процессор Cortex-A7
- MK802IIIS — добавлен Bluetooth.

Продажная цена составляла около $50. Исполнен как обыкновенная USB-флешка.
Гаджет также можно использовать как легковесный интернет-клиент, установив на него Ubuntu или Lubuntu.
Приложения:
- Gmail
- Youtube
- E-mail
- Google Play
- Google Maps
- Интернет-браузер

Разъёмы:
- mini-HDMI
- mini-USB
- Power